# Morti nel 1442
| Questa pagina contiene informazioni ricavate automaticamente dalle voci biografiche con l'ausilio del template Bio e di un bot. L'aggiornamento è periodico e automatico e ricostruisce completamente la pagina. Se manca una persona in questa lista, sei pregato di non aggiungerla, ma accertati piuttosto che la sua voce biografica contenga il template Bio e che i dati anagrafici siano correttamente compilati. Se il template Bio manca, inseriscilo tu stesso o, in alternativa, metti l'avviso {{tmp\|Bio}} che ne segnala la mancanza. Se i dati riportati sono sbagliati, correggi direttamente la voce biografica; le modifiche saranno visibili in questa lista entro pochi giorni. Per chiarimenti vedi il progetto biografie. La lista contiene solo le 19 persone che sono citate nell'enciclopedia e per le quali è stato implementato correttamente il template Bio. Pagina aggiornata al 10 ago 2025. |

- 2 febbraio - Rinaldo degli Albizzi, politico italiano (n. 1370)
- 2 febbraio - Guglielmo da Casale, religioso italiano
- 28 aprile - Francesco di Challant, nobile italiano
- 20 giugno - Battista Fregoso, doge (n. 1380)
- 5 agosto - Ugo di Lusignano, cardinale e arcivescovo cattolico cipriota
- 29 agosto - Giovanni VI di Bretagna, nobile francese (n. 1389)
- 14 ottobre - Matteo Ronto, poeta e latinista italiano
- 18 ottobre - Giovanni d'Aviz, nobile (n. 1400)
- 1º novembre - Giovanni V di Meclemburgo, principe (n. 1418)
- 13 novembre - Elisabetta di Baviera-Landshut, nobile tedesca (n. 1383)
- 4 dicembre - Andrea Redusi, funzionario, diplomatico e militare italiano
- 18 dicembre - Pierre Cauchon, vescovo cattolico francese (n. 1371)
- 19 dicembre - Elisabetta di Lussemburgo, nobile tedesca (n. 1409)
- 28 dicembre - Caterina di Brunswick-Lüneburg, nobile (n. 1395)
- Al-Maqrizi, storico egiziano (n. 1364)
- Ephraim Alnaqua, spagnolo (n. 1359)
- Caterina Gattilusio, nobildonna bizantina
- Pierre de Nesson, poeta francese (n. 1383)
- Margherita di Berg, nobildonna tedesca (n. 1364)